# Селівачов Роман Олексійович
Роман Олексійович Селівачов (22 липня 1914, Вільно  — † 31 травня 1995, Київ) — художник, один із провідних дизайнерів і організаторів видань української книги 50-х — 80-х років.

## Біографія
Народився у родині вчителів, його батько Олексій Федорович викладав у 1-й віленській гімназії словесність, зокрема юному Михайлові Бахтіну та його брату Миколі.
Художником була і батькова мати Катерина Сергіївна Селівачова (16.08.1864 — після 1913), з роду Щербачових, яка навчалася за кордоном і в московському Строгановському училищі, брала уроки у В. Г. Перова і В. Є. Маковського, листувалася з Павлом Флоренським. Роман Селівачов залишився круглим сиротою у п'ятирічному віці, виховувався в Харкові мачухою-вчителькою та вітчимом-архітектором. У школі навчався малювання в Михайла Дерегуса, закінчив Харківське художнє училище (1932), перший курс Київського інженерно-будівельного інституту (червень 1941), Московський поліграфічний інститут (1958). Під час війни став офіцером, командиром навчальної артилерійської батареї (Сибірський військовий округ). 1944 року після кількох його наполегливих рапортів Романа Олексійовича направили до діючої армії, воював на Ленінградському і Прибалтійському фронтах, поранений, демобілізувався 1946 року старшим лейтенантом.
Творчий шлях розпочав 1932 р. у музеї Святогорського монастиря, був художником-експозиціонером і вченим секретарем заповідника «Києво-Печерська лавра». 1950—1959 — художній редактор видавництва «Радянська школа», з 1959 — в «Українській енциклопедії», де незмінно завідував до 1974 р. редакцією художнього оформлення й ілюстрацій. 
Глибоке розуміння Р. О. Селівачовим специфіки книжкового мистецтва, характеру енциклопедичної книги в поєднанні з ґрунтовними знаннями можливостей поліграфії сприяли піднесенню культури тогочасної української книги до зразків світового рівня. Він здійснив конструювання та художнє редагування ряду складних, особливо відповідальних українських видань, які за найкраще художнє вирішення відзначені дипломами міжнародних, всесоюзних і республіканських конкурсів. Серед них «Українська радянська енциклопедія» 1-го (1959—1965) і 2-го (1975—1984) видань, «Історія українського мистецтва» (1966—1970), а також «Український енциклопедичний словник»(1964—1967 і 1986—1987), «Сільськогосподарська енциклопедія» (1972—1973), «Енциклопедія кібернетики» (1973), «Словник художників України» (1973) та ін.
Художньо-конструктивні засади творчості Романа Селівачова, його прагнення будувати книгу як цілісний чітко відпрацьований організм, надати стриманому дизайну української енциклопедичної книги ознак національного стилю, використовуються і сьогодні.
Нагороджений Орденами Червоної зірки, Великої Вітчизняної війни, медалями, Грамотою Верховної Ради України.

## Родина
Був одружений із Ніною Сергіївною Селівачовою (Нікольською), відомим бібліографом. Їхні сини — мистецтвознавець (Селівачов Михайло Романович) і архітектор, онук — також художник.